# اولوگاه (اکلاهما)
اولوگاه(به انگلیسی: Oologah) شهری در ایالت اکلاهما کشور ایالات متحده آمریکا است که جمعیت آن در سرشماری سال ۲۰۱۰ میلادی، ۱٬۱۴۶ نفر بوده‌است.